# Spiral
Spiral — альбом джазового композитора и пианистки Хироми Уэхары, издан в 2006 году.

## Об альбоме
Spiral записан совместно с басистом Tony Grey и ударником Martin Valihora под названием Hiromi's Trio. Представляет собой причудливую[стиль] смесь классики и джаза.

## Список композиций
1. Spiral (10:40)
2. Open Door - Tuning - Prologue (10:16)
3. Déjà Vu (7:45)
4. Reverse (5:09)
5. Edge (5:19)
6. Old Castle, By the River, In the Middle of the Forest (8:20)
7. Love and Laughter (9:20)
8. Return of the Kung-Fu World Champion (9:39)
9. Big Chill (Bonus track) (7:30)

## Участники записи
- Хироми Уэхара — Piano
- Tony Grey — Bass
- Martin Valihora — Drums